# Cerqueira César (barrio de São Paulo)
Cerqueira César es un barrio de la ciudad de São Paulo, Brasil, ubicado en el distrito de Consolação en la región central de la ciudad. Pertenece administrativamente a la subprefectura de Sé.
Tiene como límites al noroeste la Avenida Rebouças y la rua da Consolação; al noreste la rua Caio Prado, rua Frei Caneca, rua Dr. Penaforte Mendes y la rua Herculano de Freitas; al sudeste la rua Plínio Figueiredo, la Avenida 9 de julio y la Alameda Casa Branca; y al suroeste la rua Estados Unidos. 
Su área se ubica al sur de la Avenida Paulista y usualmente es clasificada como parte de la región Jardins. Ya la zona ubicada al norte de la misma avenida recibe el nombre de Baixo Augusta. Está ubicada en una de las zonas más altas de la ciudad denominada Espigão da Paulista.
Limita con los barrios de Higienópolis, Jardim Paulista, Vila Buarque, República, Jardim América, Bela Vista y Pacaembu.

## Historia
El barrio surgió con el nombre de Villa América en 1890 luego de la lotización de propiedades rurales como la finca Água Branca, la finca de los Pinheiros y la finca Rio Verde. Todas estas pertenecían al Dr. José Oswald Andrade, padre del escritor paulista Oswald de Andrade.
Horácio Belfort Sabino, también, poseía una extenso terreno en lo que hoy es el barrio Cerqueira César. Estaba casado con América Milliet - hija de Afonso Augusto Milliet - razón por la cual el barrio vecino se llamó Jardim América. El construyó, en 1902, su residencia proyectada por el arquitecto Victor Dubugras  donde hoy se levanta el Conjunto Nacional. Coincidentemente su nieto y bisnieto de Cesário Cecílio de Assis Coimbra, Horácio Sabino Coimbra - descendiente por su padre Cesário de Lacerda Coimbra del Barón de Arary - se casó con María Yolanda Cerqueira César.

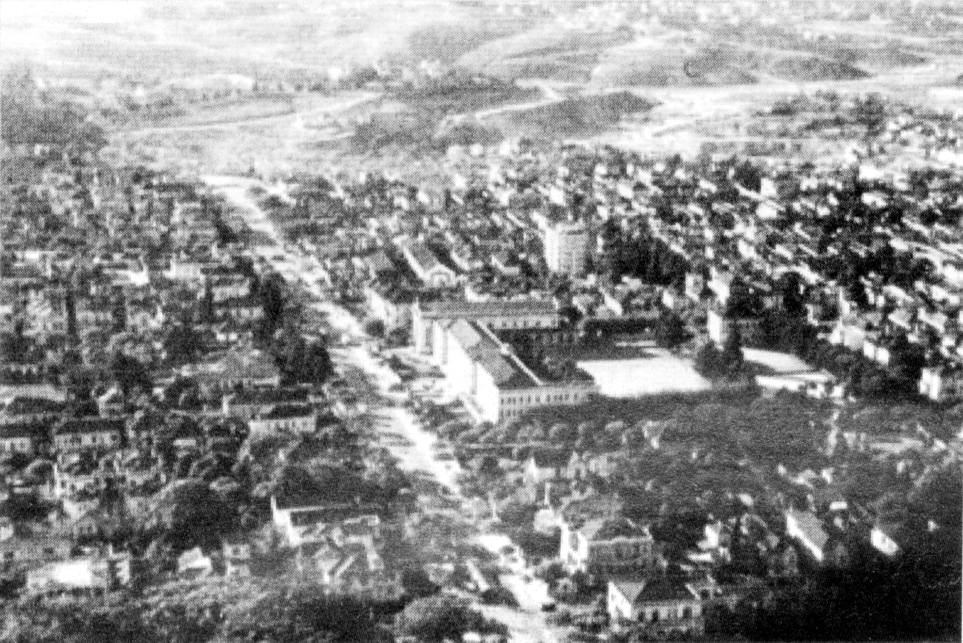
Vista del barrio en 1936. Al fondo, los futuros barrios de Perdizes y Pacaembu.

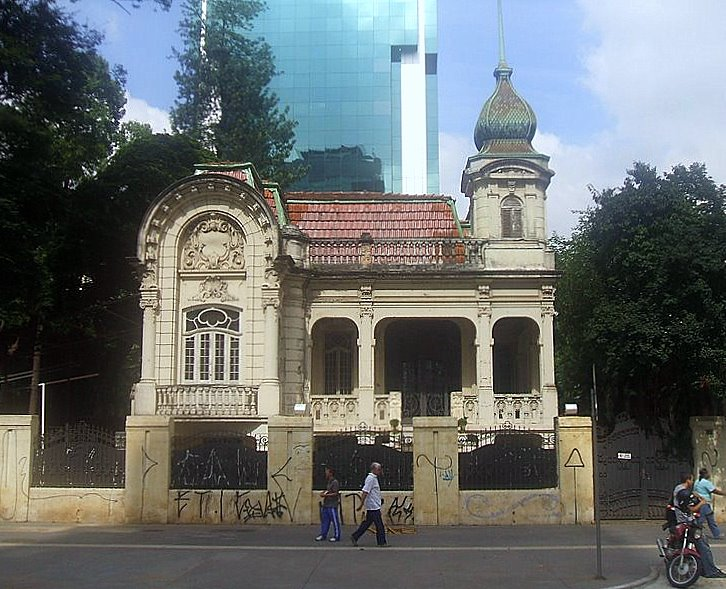
Residencia de Joaquim Franco de Melo en la Avenida Paulista, remanente de la ocupación inicial del barrio.

Años antes se inauguraron el Parque Trianon y la Avenida Paulista, vía destinada a la construcción de inmuebles horizontales de alta gama. El crecimiento del barrio estuvo ligado a la evolución de la avenida. Al igual que Pinheiros y Consolação, barrios vecinos, este se convirtió en un barrio de la clase media alta paulistana. En 1938 se convirtió en un subdistrito de la ciudad. Su nombre es un homenaje al exvicepresidente del estado de Sao Paulo, Dr. José Alves de Cerqueira César.
Luego de la segunda mitad del siglo XX, la región adquirió características comerciales y se convirtió en el principal centro financiero de la ciudad. Ese desarrollo llevó a la verticalización del barrio y la pérdida de sus características esenciales. Prueba de ese cambio fue la construcción del Conjunto Nacional y del Museo de Arte de São Paulo, símbolos de la nueva economía. Con el pasar de los años, las antiguas residencias se convertían en pequeños edificios de oficinas y comercios.
En la reforma de los distritos ocurrida en 1991, el barrio fue fragmentado entre los distritos de Consolação, Bela Vista y Jardim Paulista. Su registro civil, sin embargo, mantiene los límites anteriores.
En el 2008 se inauguró el Instituto de Cáncer de São Paulo Octavio Frias de Oliveira, administrado por la Facultad de Medicina de la Universidad de São Paulo, siendo el mayor centro de oncología de América Latina.

## Actualidad
Cerqueira César es uno de los barrios más dinámicos y valorizados de la ciudad, ubicado en una zona de alto ingreso, tiene una vida nocturna agitada con teatros, cinemas y gran oferta de comercio y servicios. Tiene diversos flats y hoteles de lujo, la mayor concentración de la ciudad. Ejemplos de ello son: Renaissance, Emiliano y Fasano. Además tiene diversos helipuertos distribuidos principalmente a lo largo de la Avenida Paulista.
En su territorio se encuentran los consulados argentino, australiano, belga, boliviano, colombiano, danés, dominicano, francés, griego, hondureño, indio, italiano, jamaiquino, japonés, sueco e surcoreano.
El barrio esta clasificado por el CRECI como "Zona de Valor B", así como otras áreas adineradas de la capital como: Brooklin, Alto de Santana y Jardim Paulistano.
Actualmente está protegido por las asociaciones: Sociedade dos Amigos e Moradores do Bairro Cerqueira César y la  Associação Paulista Viva.
El barrio Baixo Augusta o Baixo Paulista, ubicado en la región noreste del barrio es un reducto de la comunidad LGTB, concentrada principalmente en las calles Augusta y Frei Caneca, donde existen varios establecimientos para la comunidad. Posee una agitada vida nocturna, responsable por gran parte de la vida cultural de la ciudad , es conocida por ser un lugar de prostitución, con una gran concentración de discotecas principalmente en su calle principal. En virtud de la gentrificación y la expansión imobiliária, la zona tiene cada vez más bares, discotecas y clubes nocturnos, según destacó The New York Times.

### Cultura y educación
La zona aloja varias instituciones culturales y educacionales tales como el Colégio Dante Alighieri y el Colegio São Luís, escuelas tradicionales de la élite paulistana; el Museo de Arte de São Paulo, uno de los más importantes del país; el Teatro Procópio Ferreira, que data de 1948, lugar de grabaciones de la serie Sai de Baixo en la década de 1990; el Ballet Stagium, el Teatro Renaissance, y varias galerías de arte como la Galeria Luisa Strina, Monica Filgueiras Galeria de Arte y la Galeria Berenice Arvani. También es el lugar donde se ubicaba el SVOC (Serviço de Verificaciones de Fallecimientos de la Capital en sus siglas en portugués), donde actualmente se ubica el Servicio Funerario Móvil de São Paulo, una iniciativa del Servicio Funerario del Municipio de São Paulo.

### Compras
Uno de los íconos del barrio es la rua Augusta que marcó una época al dictar la tendencia en moda durante los años 1960 y que aún hoy tiene un gran comercio así como bares y cafeterías. Allí funciona la Galeria Ouro Fino, con tiendas alternativas frecuentadas por DJs, modelos, músicos, fashionistas y gente moderna en general. Otras referencias del barrio son el Conjunto Nacional, el Shopping Center 3 y el Shopping Frei Caneca.
Otro ícono es la rua Oscar Freire, donde se puede encontrar joyerías como Tiffany & Co., Cartier y Bvlgari, marcas lujosas como Dior, Versace y Giorgio Armani así como productos de las marcas Louis Vuitton, Montblanc y Bang & Olufsen. La lista de marcas caras y famosas es tan extensa que Mystery Shopping International eligió la calle Oscar Freire como la octava mejor calle comercial de lujo del mundo.

### Gastronomía
Algunos de los mejores restaurantes de Brasil, según lo afirmado por la Guia Quatro Rodas, están ubicados en el barrio. Entre ellas se cuenta el restaurante D.O.M., del chef Alex Atala, premiado por la revista inglesa Restaurant Magazine como uno de los mejores del mundo en 2006 y 2007. Se destaca la alta gastronomía italiana de Fasano y que pertenece al restauranteur Rogério Fasano, proprietario de los restaurantes Gero y Nonno Rugero también ubicados en el barrio.
Se destacan también las cocinas de los restaurantes Antiquarius (chef Antônio Alves), La Figueira Rubaiyat (chef Luciano Nardeli y Francisco Gameleira), La Pasta Gialla (chef Sergio Arno, uno de los cinco mejores chefs de cocina italiana del mundo y el mejor de América Latina por Costigliole d'Asti en Itália) y el Bistrô Charlô (chef Charlô). Las opciones, aunque predominantemente italianas como en toda la ciudad, van de la cocina judía y asiática, pasando por las culinarias orgánicas, mediterránea, contemporánea e internacional.